# Кошаново (Куявсько-Поморське воєводство)
Кошаново (пол. Koszanowo, нім. Körbenau) — село в Польщі, у гміні Влоцлавек Влоцлавського повіту Куявсько-Поморського воєводства.
Населення — 134 особи (2011).
У 1975-1998 роках село належало до Влоцлавського воєводства.

## Демографія
Демографічна структура станом на 31 березня 2011 року:
|          | Загалом | Допрацездатний вік | Працездатний вік | Постпрацездатний вік |
| -------- | ------- | ------------------ | ---------------- | -------------------- |
| Чоловіки | 71      | 27                 | 33               | 11                   |
| Жінки    | 63      | 11                 | 36               | 16                   |
| Разом    | 134     | 38                 | 69               | 27                   |